# 14. Königlich Bayerische Landwehr-Infanterie-Brigade
Die 14. Landwehr-Infanterie-Brigade war ein Großverband der Bayerischen Armee.

## Geschichte
Die Brigade wurde während des Ersten Weltkriegs am 3. September 1914 als Landwehr-Infanterie-Brigade „Pecht“ aufgestellt, der 1. Landwehr-Division unterstellt und an der Westfront eingesetzt. Ab 28. September 1914 führte sie die Bezeichnung 14. Landwehr-Infanterie-Brigade. Sie wurde am 31. Dezember 1915 aufgelöst.

## Gliederung

### Kriegsgliederung am 20. September 1914
- Landwehr-Regiment „Schmauß“, ab 3. Dezember 1914 Bayerisches Landwehr-Infanterie-Regiment 15
- Württembergisches Landwehr-Infanterie-Regiment Nr. 122

## Kommandeure
Einziger Kommandeur der Brigade war Generalmajor z. D. Maximilian Pecht.